# Раковац (Братунац)
Раковац (серб. Раковац / Rakovac) — село в общине Братунац Республики Сербской Боснии и Герцеговины. Население составляет 458 человек по переписи 2013 года.

## География
Занимаемая площадь — 176 гектаров.